# Medetera isobellae
Medetera isobellae är en tvåvingeart som beskrevs av Daniel J. Bickel 1985. Medetera isobellae ingår i släktet Medetera och familjen styltflugor. Inga underarter finns listade i Catalogue of Life.